# Jørgen Moe
Jørgen Engebretsen Moe (Mo, 22 aprile 1813 – Kristiansand, 27 marzo 1882) è stato un poeta, scrittore e vescovo luterano norvegese.
Moe è noto per i suoi racconti sul folklore scandinavo insieme a Peter Christen Asbjørnsen; la loro opera fu ribattezzata "Asbjørnsen e Moe".

## Biografia
Jørgen Engebretsen Moe è nato presso la fattoria di Mo, a Hole, nel Ringerike. Era il figlio di Engebret Olsen Moe, eletto nel parlamento norvegese. Ha incontrato Asbjørnsen mentre i due si stavano frequentando la scuola superiore a Norderhov, scoprendo presto e di avere un comune interesse nel folklore.

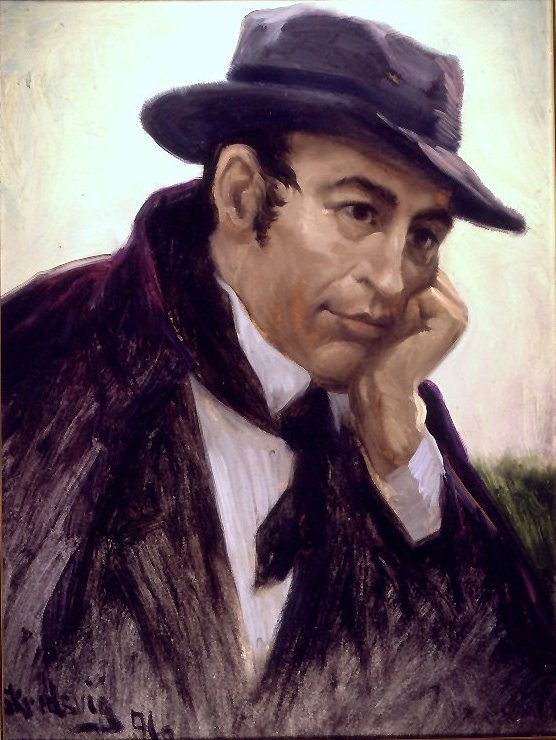
Jørgen Moe, Christian Skredsvig, 1896

Dal 1841, Moe viaggiò quasi ogni estate nelle zone meridionali della Norvegia, raccogliendo le tradizioni popolari e i racconti montani. Nel 1845 venne nominato professore di teologia all'Accademia militare norvegese; nel 1853 e fino al 1863, divenne cappellano della Olberg Church di Krødsherad e della Sigdal Church di Sigdal. Qui trovò ispirazione per alcune delle sue poesie più famose, come Den Gamle Mester ("Vecchio Maestro") e Sæterjentens Sondag ("Domenica alle Malghe"). Nel 1842-1843 venne pubblicata la prima parte del suo lavoro con Asbjørnsen , Norske Folkeeventyr (Fiabe popolari norvegesi); un secondo volume è stato pubblicato nel 1844 e una nuova collezione nel 1871. Molti dei Folkeeventyr sono stati tradotti in inglese da Sir George Dasent nel 1859.
Nel 1863 si trasferì a Drammen ed è diventato parroco di Bragernes, poi nel 1870 si trasferì di nuovo a Vestre Aker, vicino a Christiania. Nel 1875 divenne vescovo nella Diocesi di Agder, con sede a Kristiansand. Moe ha anche pubblicato un'antologia di racconti in prosa per i bambini, I Brønden og i Tjernet (1851) e En Liden Julegave (1860).
Moe è stato nominato Cavaliere dell'Ordine di S. Olav nel 1873 ed è stato nominato commendatore della classe della prima croce nel 1881. Nel gennaio 1882, si è dimesso la sua diocesi a causa della salute precaria, e morì nel marzo successivo. Suo figlio, Moltke, continuò il lavoro del padre nel folklore e nelle fiabe e divenne il primo professore della materia presso l'Università di Christiania.